# 任福继
任福继（1959年2月—），男，四川南充人，日本华裔人工智能学家，电子科技大学教授，日本工程院院士，中国人工智能学会会士，长江学者。